# Fred Horsman
Frederick Horsman (12 tháng 12 năm 1889 – 15 tháng 5 năm 1959) là một cầu thủ bóng đá người Anh, thi đấu ở vị trí hậu vệ ở Southern League cho Watford, và sau đó ở Football League cho Watford, Doncaster Rovers, và Luton Town. Ông thi đấu trong trận đầu tiên của Watford tại Football League, với chiến thắng 2–1 trước Queens Park Rangers vào ngày 28 tháng 8 năm 1920.